# Elsi Bourelius
Elsi Margaretha Bourelius, född 8 april 1909 i Kalmar, död 26 maj 2001, var en svensk keramiker och akvarellist.
Hon var dotter till sjöhusombudsmannen CO Wahlquist och Hillevi Carlström och från 1937 gift med Kewe Bourelius samt mor till keramikern Margareta Bourelius. Hon studerade vid Högre konstindustriella skolan i Stockholm 1929–1934. Som Svenska slöjdföreningens stipendiat studerade hon vid Handwerkerschule der Stadt Berlin 1936–1937 samt genomförde efter Andra Världskriget  självstudier under resor till Danmark och Nederländerna. Hon praktiserade därefter en period vid Steninge Keramik och Gabrielverken innan hon 1937 etablerade en keramikverkstad i Gamla Stan i Stockholm och flyttade sedan verksamheten till Tullinge. 1950 flyttade verksamheten och familjen till Rolsberga i Skåne. Elsi medverkade i utställningar i Stockholm, Jönköping, Karlskrona och Tullinge. Hennes konst består av bruks och prydnadsföremål i keramik. Hon signerade sina arbeten med elsi eller med hela sitt namn. Bourelius är representerad vid Kalmar konstmuseum.
Bourelius keramik hade permanenta utställning i de egna lokalerna i Skåne. Det var alltid öppet och en ständig ström av intresserade och köpare hittade till verkstaden. Utställningslokalen var ritad av de välkända arkitekterna Jaenecke & Samuelsson.